# Embryonaal duin

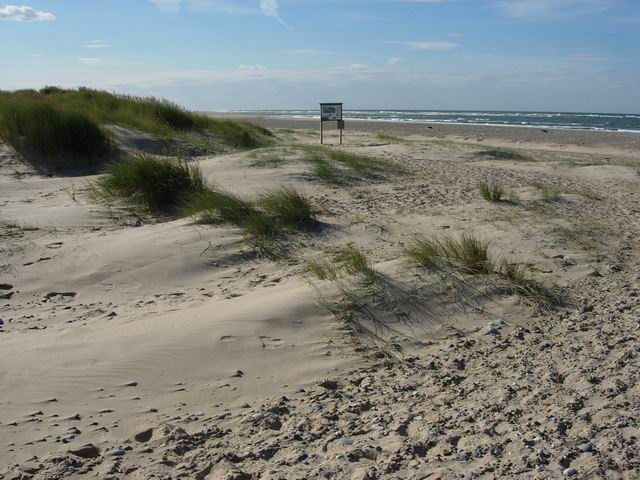
Embryonale duinen.

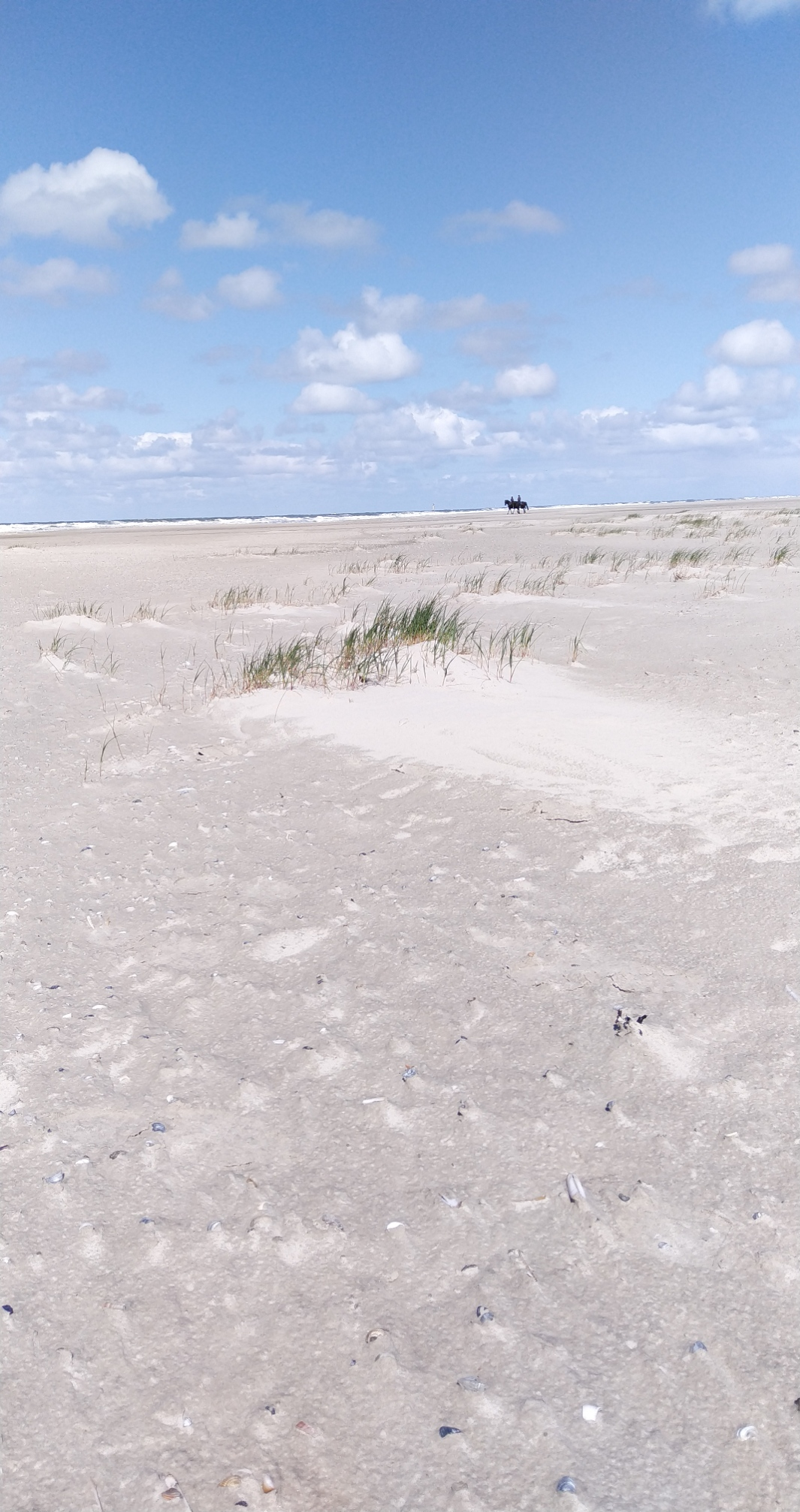
Embryonaal duin op het strand van Terschelling

Een embryonaal duin is duin dat zich in de beginfase van duinvorming bevindt. Vaak wordt dit geïnitieerd door opkomende vegetatie zoals biestarwegras, of is een aangespoeld object als een kist is oorzaak van de vorming van een hoopje zand. De wind verplaatst zand dat vervolgens door de vegetatie of het object wordt vastgehouden. Dit resulteert in zogenoemde embryonale duinen. 
Indien na de eerste vorming de omstandigheden in opvolgende jaren gunstig zijn, bijvoorbeeld het achterwege blijven van stormvloeden, kan het duin verder aangroeien. Van belang is daarbij dat de aangroei van vegetatie de groei van het duin kan bijhouden om het nieuw bijgewaaide zand vast te houden. Dan kan vanuit een embryonaal duin de vorming van de volgende fases van een duin plaatsvinden. Ook is denkbaar dat de strandbeheerder (Rijkswaterstaat) ingrijpt en de vervolgontwikkeling tracht te stimuleren door het planten van pollen biestarwegras of helmgras, of juist kiest voor egalisatie van nieuw gevormde duintjes.